# Vakuumdruckguss
Vakuumdruckguss ist ein Druckgussverfahren, in dem die beim Einströmen der Schmelze entstehenden Gase der Einbettmasse durch ein Vakuum entfernt werden. Bei den Vakuumdruckgussvarianten wird entweder manuell oder elektronisch gesteuert, wann genau die Schmelze in die Muffel unter Druck überführt werden soll.
Der Verantwortliche kann sich sowohl durch die Temperaturanzeige, als auch durch optische Kontrolle davon überzeugen, ob und wann die flüssige Legierung zu gießen ist.

## Einsatz
Größte Einsatzgebiete des Vakuumdruckguss sind der Schmuck-, Modellbau- sowie Dentalbereich. Hier wird der Vakuumdruckguss hauptsächlich dazu eingesetzt, Metalle und Legierungen – wie Silber, Gold, Platin, Palladium oder Bronze, Messing, Stahl – unter sehr hohen Temperaturen zu schmelzen.

### Aufbau einer Vakuumdruckgussmaschine

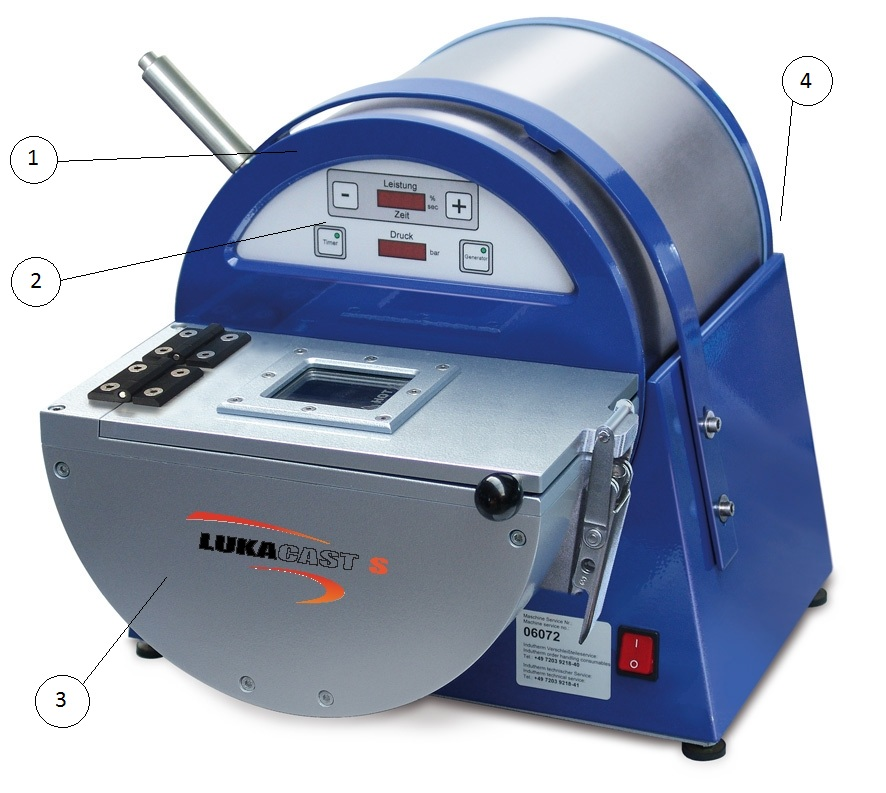
Vakuumdruckgussmaschine

1. Gehäuse mit Komponenten: Mikroprozessorgesteuerter Induktionsgenerator, Mittelfrequenztransformator, Schwingkreiskapazitäten, Schwenkbares Gehäuse (90°)
2. Bedienelement zum Steuern der Maschine
3. Die Schmelzeinheit besteht aus: Induktor, Tiegel, Isolationsmaterialien, Zylinder-Adapter, Temperaturfühler (bis 1.600 °C)
4. Die Rückseite enthält: Schnittstelle für Wartungszwecke (via GSM-Modem), Anschlüsse für Wasser, Vakuum, Druckluft (Schutzgas), Elektroanschluss 230 V

### Vorgang eines Vakuumdruckgusses
Das Metall wird zuerst in den Schmelztiegel eingebracht. Dieser wird in einer Induktionsspule platziert. Danach wird das Vakuum eingeschaltet und erzeugt. Daraufhin erfolgt das Schmelzen durch Induktion. Wird in das Induktionsfeld ein elektrisch leitendes Metall gebracht (=Schmelzgut), absorbiert das Metall Energie, d. h. es koppelt an. Natürlich wird dieses Schmelzgut in einem (nichtleitenden) keramischen Tiegel eingebracht. Je größer nun die „Angriffsfläche“ des Schmelzgutes ist, desto mehr Energie wird übertragen, d. h. desto schneller schmilzt das Metall. Nach dem induktiven Schmelzvorgang kann nun das Metall durch das Schwenken der Gusskammer in die Form gegossen werden. Automatisch entsteht dann ein Überdruck, wobei die Schmelze dabei in die Form gepresst wird. Weiterhin ist es möglich, die Kammer mit Argon oder Schutzgas zu spülen, was bei Legierungen mit einer Affinität zu Sauerstoff das Fließverhalten begünstigt.

### Allgemein
Die Vakuumdruckgussmaschinen gibt es in verschiedenen Größen und Ausführungen. Die weltweit kleinste Vakuumdruckgussmaschine wurde vom deutschen Hersteller Indutherm entwickelt und vorgestellt.